# Montusze
Montusze (lit. Mantušiai; pol. hist. także Mantusze) – wieś na Litwie, w okręgu wileńskim, w rejonie wileńskim, w gminie Rukojnie.
Współcześnie w skład miejscowości wchodzią także dawne folwark i wieś Nowakowszczyzna (Kiena Nowakowszczyzna).

## Historia
W dwudziestoleciu międzywojennym Montusze i Nowakowszczyzna leżały w Polsce, w województwie wileńskim, w powiecie wileńsko-trockim, do 1 kwietnia 1927 w gminie Rukojnie, następnie w gminie Rudomino. W 1931 miejscowości liczyły:
- wieś Montusze – 63 mieszkańców, zamieszkałych w 11 budynkach,
- folwark Nowakowszczyzna – 20 mieszkańców, zamieszkałych w 1 budynku,
- wieś Nowakowszczyzna – 23 mieszkańców, zamieszkałych w 4 budynkach[3].

Po II wojnie światowej w granicach Związku Sowieckiego. Od 1991 na niepodległej Litwie.